# Melisenda di Gerusalemme
Melisenda di Gerusalemme (Gerusalemme, 1105 – Gerusalemme, 11 settembre 1161), figlia primogenita di re Baldovino II e della regina Morfia di Melitene, fu regina di Gerusalemme dal 1131 al 1153.

## Biografia

### Eredità

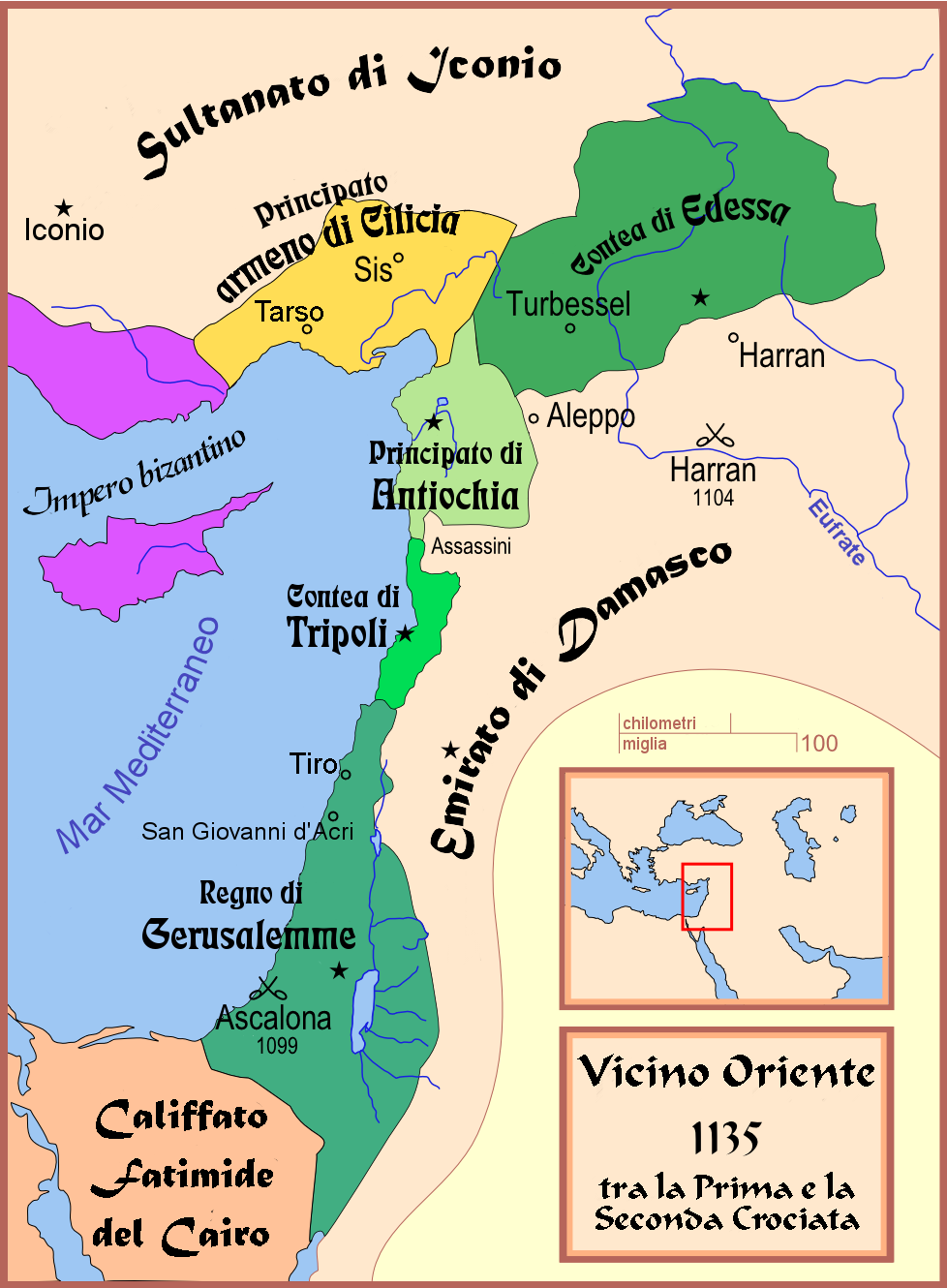
Il Regno di Gerusalemme e gli altri Stati crociati (in toni di verde) nel 1135 durante il regno di Melisenda.

Gerusalemme era stata conquistata dai crociati nel 1099, durante la prima Crociata, ed era governata da una dinastia proveniente dalla Contea di Rethel in Francia.
Melisenda era l'erede di questa dinastia, e fu designata alla successione di suo padre prima del 1129.
Di solito le donne ereditavano territori solo perché la guerra e la violenza portavano molti uomini ad una morte prematura, ma le donne che venivano riconosciute come regine regnanti raramente esercitavano la loro autorità.
Tuttavia, contemporanee di Melisenda governarono effettivamente, come Urraca di Castiglia (1080 – 1129), l'Imperatrice Matilde (1102 – 1169) ed Eleonora d'Aquitania (1121 – 1204).
L'autorità di Melisenda non fu subordinata a quella di suo figlio ma rimase indipendente,
(Guglielmo di Tiro)
Melisenda non fu una semplice reggente per suo figlio Baldovino III, ma esercitò l'autorità che le spettava per diritto ereditario e legge civile.
Durante il regno di suo padre Melisenda fu designata "filia regis et regni Jerosolimitani haeres" (figlia del re ed erede del regno di Gerusalemme) ed ebbe la precedenza su altri nobili e sul clero cristiano nelle occasioni cerimoniali.
Sempre più spesso fu associata a suo padre nei documenti ufficiali, compreso il conio delle monete, la concessione di feudi ed altre forme di patrocinio e nella corrispondenza diplomatica.
Baldovino crebbe sua figlia come una capace successore e Melisenda godette del supporto della Alta Corte di Gerusalemme, una sorta di consiglio reale comprendente la nobiltà ed il clero del reame.

### Matrimonio

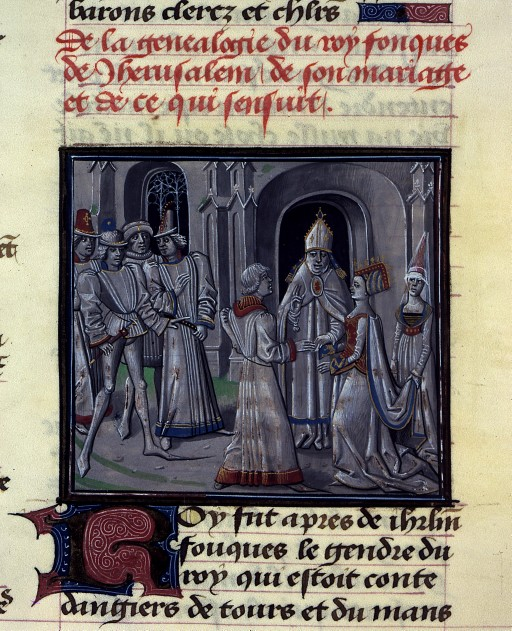
Matrimonio di Melisenda e Folco. Guglielmo di Tiro, Historia, miniatura del XV secolo.

Tuttavia, Baldovino pensò anche che Melisenda doveva sposare un potente alleato, uno che avrebbe protetto Melisenda e salvaguardato la sua eredità di regina per lei ed i suoi futuri eredi.
Egli voleva solo un consorte per sua figlia, non un re-consorte che governasse.
Baldovino scelse Folco V d'Angiò, un rinomato comandante militare crociato, che in futuro sarebbe divenuto nonno paterno di Enrico II Plantageneto, infatti uno dei figli del precedente matrimonio di Folco era Goffredo, che in quegli anni era sposato con l'Imperatrice Matilda, futura Regina d'Inghilterra in quanto erede designata di Enrico I d'Inghilterra.
Per tutta la durata dei negoziati Folco insisté per divenire regnante congiuntamente a Melisenda.
Baldovino acconsentì a questa richiesta poiché Folco era relativamente ricco (anche per un crociato) ed avrebbe portato con lui truppe e molta esperienza militare in difesa di Gerusalemme.
Il matrimonio fu celebrato nel 1129 e, nel 1130 Melisenda partorì un figlio ed erede, il futuro Baldovino III.
Baldovino II come manifestazione della sua volontà di fare di Melisenda la sola regina di Gerusalemme e per rafforzarne la posizione, la designò custode del giovane Baldovino, escludendo completamente Folco.
Dopo la morte di Baldovino II, nel 1131, Melisenda e Folco ascesero al trono come regnanti congiunti ma, con l'aiuto dei suoi cavalieri crociati, Folco escluse Melisenda dalla concessione di titoli e da altre forme di patrocinio, ed abolì pubblicamente la sua autorità.
Questo trattamento alla loro regina irritò i membri della Alta Corte, che vedevano minacciata la propria posizione dal dominio di Folco sul reame.

### Intrighi di palazzo

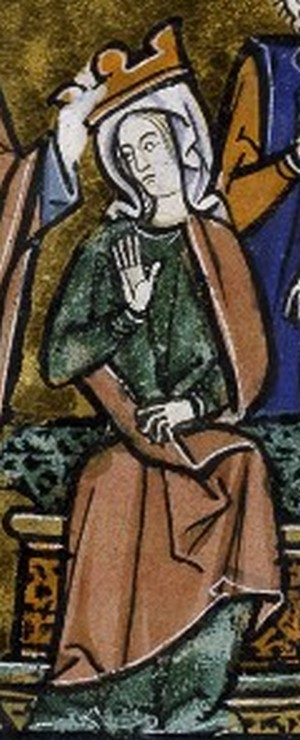
Melisenda

L'allontanamento tra marito e moglie fu un utile strumento politico che Folco usò nel 1134, quando accusò Ugo II di Le Puiset, Conte di Giaffa, di avere una relazione con Melisenda.
Ugo era il barone più potente del regno, cugino di Melisenda e membro della famiglia reale; era devotamente leale alla memoria di Baldovino II e questa lealtà ora andava a Melisenda, sebbene lo stesso Ugo avesse maggiori diritti al trono in qualità di erede maschio.
Fonti contemporanee, come Guglielmo di Tiro, non danno credito all'infedeltà di Melisenda sottolineando invece che Folco favoriva eccessivamente i nuovi crociati francesi appena arrivati da Angiò a discapito della nobiltà nativa del regno.
Se Melisenda fosse stata colpevole, probabilmente, la chiesa e la nobiltà non si sarebbero più tardi mobilitate per la sua causa.
Ugo si alleò con la città musulmana di Ascalona e riuscì a respingere l'esercito che gli era stato inviato contro, tuttavia non poteva mantenere la sua posizione indefinitamente.
La sua alleanza con Ascalona gli costò il supporto a corte.
Il Patriarca negoziò i termini di una pace non troppo onerosa per Ugo che fu esiliato per tre anni.
Poco dopo, un fallito tentativo di assassinare Ugo fu attribuito a Folco od ai suoi sostenitori.
Per il partito della regina questa fu una ragione sufficiente per sfidare apertamente Folco, prima che il pubblico affronto costituito dalle infondate accuse di infedeltà di Folco compromettessero totalmente la posizione di Melisenda.
Attraverso quella che fu una vera rivolta di palazzo i sostenitori della regina presero il sopravvento su Folco, la cui influenza dal 1135 in poi si deteriorò rapidamente.
Uno storico scrisse che i sostenitori di Folco a palazzo "andarono in terrore per le loro vite".
Guglielmo di Tiro scrisse che Folco "non osava prendere iniziative, neppure in questioni banali, senza informare [Melisenda]".
La vittoria di Melisenda fu completa, dai documenti storici la si vede di nuovo concedere titoli nobiliari, feudi, incarichi ed uffici, concedere favori e grazie reali e tenere corte.
Marito e moglie si riconciliarono nel 1136 e nacque un secondo figlio, Amalrico.
Quando Folco fu ucciso in un incidente di caccia nel 1143, Melisenda prese il lutto sia pubblicamente che privatamente.
Comunque le sono stati attribuiti numerosi amanti.
Sostenne sua sorella Alice mentre era reggente di Antiochia, ed è possibile che nel 1148 abbia aiutato l'altra sua sorella, Hodierna a sbarazzarsi di Alfonso Giordano, che era venuto a reclamare la Contea di Tripoli.

### Patrona della chiesa e delle arti

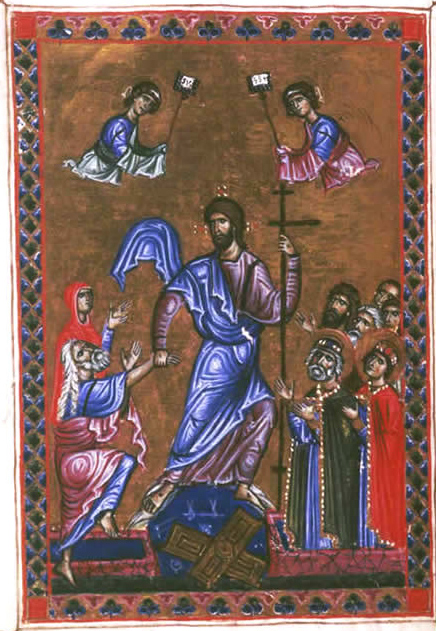
Un'illustrazione dal Salterio di Melisenda, commissionato durante il regno di Melisenda.

Per tutta la vita Melisenda ha goduto del supporto della Chiesa, dalla nomina a succeditrice di Baldovino II, poi durante il conflitto con Folco e più tardi quando Baldovino III divenne maggiorenne.
Nel 1138 fondò il grande convento di San Lazzaro in Betania che sua sorella minore Ivetta avrebbe diretto come badessa.
Melisenda ne fece una vera abbazia reale concedendo al convento la fertile pianura di Gerico.
Inoltre la regina fornì ricchi arredi e oggetti liturgici, così che essa non fosse in alcun modo inferiore alle analoghe istituzioni maschili.
Secondo lo scrittore e storico Bernard Hamilton, Melisenda fece anche grandi donazioni al Santo Sepolcro, a Nostra Signora di Iosafat, al Templum Domini, all'Ordine dell'Ospedale, all'ospedale dei lebbrosi di San Lazzaro ed ai Premostratensi di San Samuele.
Tra il 1131 ed il 1143 la regina ricevette il Salterio di Melisenda.
Si afferma che il Salterio fu un regalo che le fece Folco dopo la loro controversia e la presunta infedeltà riferita ad Ugo.
La ragione di tale affermazione è il falcone raffigurato nell'avorio della copertina posteriore, che è un gioco di parole sul nome Folco.
Anche se influenzati dalle tradizioni delle miniature bizantine ed italiana, gli artisti che vi lavorarono avevano uno stile unico e decisamente 'di Gerusalemme'.
Lo storico Hugo Buchtal scrive che

### Seconda Crociata
Nel 1144 la capitale della Contea di Edessa fu assediata in una guerra di confine che minacciava la sopravvivenza dello Stato crociato.
La regina Melisenda rispose inviando un esercito condotto dal connestabile Manasse di Hierges, Philippe de Milly ed Elinardo di Bures.
Raimondo d'Antiochia ignorò la richiesta d'aiuto perché il suo esercito era già impegnato contro l'Impero Bizantino in Cilicia.
Nonostante l'esercito di Melisenda, Edessa cadde.
Melisenda informò il Papa a Roma e l'occidente proclamò una seconda crociata.
La spedizione dei Crociati fu guidata dal francese Re Luigi e dal tedesco imperatore Corrado III.
Ad accompagnare Luigi fu sua moglie Eleonora d'Aquitania, con i propri signori vassalli a seguito.
La stessa Eleonora era stata designata da suo padre Guglielmo IX a succedergli nel suo titolo, proprio come Melisenda era stata designata a succeditrice del padre.
Nel 1148, durante il Concilio di Acri, i Crociati pianificarono la strategia di battaglia.
Corrado e Luigi consigliarono il sedicenne Baldovino III di attaccare la città-stato musulmana di Damasco, nonostante Melisenda, Manasse ed Eleonora volessero prendere Aleppo, che sarebbe stata utile per riconquistare Edessa.
La riunione terminò con la scelta di Damasco come obiettivo.
Damasco e Gerusalemme avevano rapporti diplomatici molto buoni e tra la due esisteva un trattato di pace.
In conseguenza di questa rottura del trattato Damasco non avrebbe mai più avuto fiducia negli Stati Crociati, e la perdita di uno Stato musulmano amichevole fu un danno al quale in seguito i monarchi di Gerusalemme non poterono porre rimedio.
Dopo undici mesi Eleonora e Luigi ripartirono per la Francia, concludendo la Seconda crociata.

### Madre e figlio
Melisenda ebbe un rapporto complesso con suo figlio.
Come madre avrebbe dovuto conoscere suo figlio e le sue capacità, ed è noto che lei fu particolarmente vicina ai suoi figli.
Come governante può essere stata riluttante ad affidare poteri decisionali ad un giovane inesperto.
In entrambi i casi non ci fu una pressione politica o sociale a concedere qualsiasi autorità a Baldovino prima del 1152, anche se Baldovino aveva raggiunto la maggiore età nel 1145.
Baldovino III e Melisenda furono coronati insieme, come co-regnanti, il giorno di Natale del 1143.
Questa incoronazione congiunta fu simile alla incoronazione di Melisenda con suo padre nel 1128, e probabilmente rifletteva una crescente tendenza ad incoronare l'erede durante la vita del monarca in carica, come praticato in altri reami in quel periodo.
Baldovino crebbe fino a diventare un capace, se non brillante, comandante militare.
A 24 anni, Baldovino sentì di potersi assumere alcune responsabilità nel governo al quale, fino a quel momento, Melisenda lo aveva associato solo parzialmente.
La tensione tra madre e figlio crebbe tra 1150 e 1152, con Baldovino che accusava Manasse di allontanare la madre da lui.
La crisi raggiunse il punto di ebollizione all'inizio del 1152 quando Baldovino chiese al Patriarca Fulcherio di Angoulême di incoronarlo nel Santo Sepolcro, senza la presenza di Melisenda.
Il Patriarca rifiutò.
Baldovino per protesta mise in scena una processione per le strade della città indossando una corona d'alloro, in una sorta di auto-incoronazione.
Baldovino e Melisenda accettarono di sottoporre la questione all’Alta Corte che decise che Baldovino avrebbe governato il nord del regno e Melisenda le più ricche Giudea e Samaria, e la stessa Gerusalemme.
Melisenda accettò, ma con delle riserve.
Questa decisione evitava una guerra civile ma divise anche le risorse del regno.
Anche se più tardi gli storici criticarono Melisenda per non aver abdicato in favore di suo figlio, furono poche le cose che la spingevano in questa direzione.
Era universalmente riconosciuta come un'eccezionale amministratrice del suo regno, ed il suo governo era caratterizzato dalla saggezza nell'opinione dei leader religiosi e degli altri contemporanei.
Baldovino non aveva mostrato nessun interesse nel governo prima del 1152 anzi era restio ad assumersi responsabilità in questo ambito.
La Chiesa appoggiava apertamente Melisenda, come facevano i baroni di Giudea e Samaria.
Nonostante avesse posto la questione dinanzi all’Alta Corte Baldovino non era più contento di Melisenda della ripartizione ma, invece di cercare ulteriori compromessi, a poche settimane dalla decisione lanciò un'invasione del reame della madre.
Baldovino dimostrò di essere figlio di Folco conquistando in poco tempo il territorio; Nablus e Gerusalemme caddero rapidamente.
Melisenda con il figlio minore Amalrico ed altri cercò rifugio nella Torre di Davide.
Una mediazione della Chiesa tra madre e figlio portò alla concessione della città di Nablus e delle terre adiacenti a Melisenda, che le avrebbe governate per tutta la vita, e ad un solenne giuramento di Baldovino III di non turbare la sua pace.
Questi accordi di pace dimostrano che, sebbene Melisenda avesse perso la "guerra civile" contro suo figlio, mantenne ugualmente una grande influenza ed evitò l'oblio totale in un convento.

### Ritiro dalla vita pubblica
Per il 1153 madre e figlio si erano riconciliati.
Dopo la guerra civile Baldovino mostrò sempre grande rispetto per sua madre.
Melisenda, attraverso sua sorella Hodierna e sua nipote Costanza d'Antiochia aveva una diretta influenza nella Siria settentrionale e questi legami erano divenuti di inestimabile valore da quando Baldovino stesso aveva rotto il trattato con Damasco nel 1147.
Baldovino III si rese conto, durante le sue frequenti campagne militari, di avere pochi consiglieri affidabili.
Dal 1154 in poi Melisenda fu di nuovo associata a suo figlio in molti atti pubblici ufficiali.
Nel 1156 concluse un trattato con i mercanti di Pisa.
Nel 1157, con Baldovino in guerra ad Antiochia, Melisenda vide un'opportunità di prendere el-Hablis, che controllava il territorio di Gilead al di là del Giordano.
Ancora nel 1157, alla morte del patriarca Fulcherio, Melisenda, la sua sorellastra Sibilla di Fiandra, e Ivetta la Badessa di Betania, nominarono Amalrico di Nesle patriarca di Gerusalemme.
Inoltre Melisenda fu testimone al matrimonio di suo figlio Amalrico con Agnese di Courtenay, nel 1157.
Nel 1160 lei diede il suo assenso ad una donazione fatta da suo figlio Amalrico al Santo Sepolcro, forse in occasione della nascita di sua nipote Sibilla, figlia di Agnese ed Amalrico.

### Morte

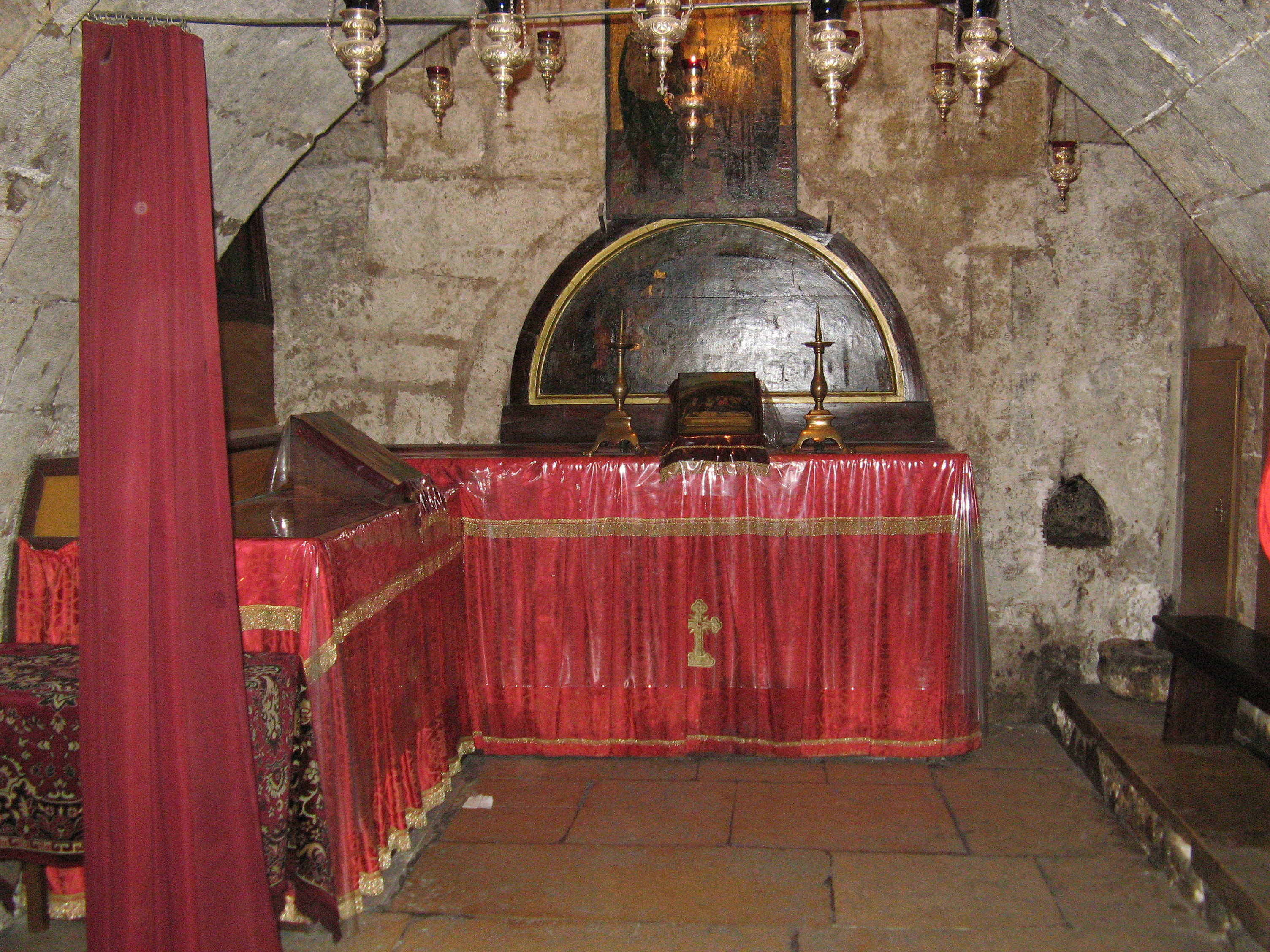
Il Tumulo di Melisenda nella Luogo della Dormitio Mariae, a Gerusalemme

Nel 1161 Melisenda fu colpita, probabilmente, da un ictus.
La sua memoria fu gravemente compromessa e non poté più prendere parte agli affari di Stato.
Le sue sorelle, la contessa di Tripoli e la badessa di Betania, vennero ad assisterla prima che morisse l'11 settembre 1161.
Melisenda fu sepolta accanto a sua madre Morfia nella chiesa dell'Assunzione di Maria (Gerusalemme)..
Melisenda, come sua madre, lasciò il suo patrimonio al monastero ortodosso di Saint S'eba.
A proposito dei trenta anni di regno di Melisenda, Guglielmo di Tiro scrisse
I commenti di Guglielmo di Tiro possono sembrare piuttosto paternalistici ad un lettore moderno, ha scritto il professor Bernard Hamilton dell'Università di Nottingham, tuttavia, questa fu una grande dimostrazione di rispetto in una società e cultura nelle quali le donne erano considerate avere minori diritti ed autorità dei loro fratelli, padri e persino figli, anche se ciò non valeva sempre per donne di estrazione aristocratica.

## Ascendenza
|                             |   |                    | Genitori |  |  | Nonni |  |  | Bisnonni              |  |  | Trisnonni            |  |
|                             |   |                    |          |  |  |       |  |  | Manasse III di Rethel |  |  | Manasse II di Rethel |  |
|                             |   |                    |          |  |  |       |  |  | Manasse III di Rethel |  |  | Manasse II di Rethel |  |
|                             |   | Dada               |          |  |  |       |  |  | Manasse III di Rethel |  |  |                      |  |
| Ugo I di Rethel             |   |                    |          |  |  |       |  |  | Manasse III di Rethel |  |  |                      |  |
|                             |   | Judith di Roucy    | …        |  |  |       |  |  |                       |  |  |                      |  |
|                             |   | Judith di Roucy    | …        |  |  |       |  |  |                       |  |  |                      |  |
|                             |   | Judith di Roucy    | …        |  |  |       |  |  |                       |  |  |                      |  |
| Baldovino II di Gerusalemme |   | Judith di Roucy    |          |  |  |       |  |  |                       |  |  |                      |  |
|                             |   | Guy I di Montlhéry | …        |  |  |       |  |  |                       |  |  |                      |  |
|                             |   | Guy I di Montlhéry | …        |  |  |       |  |  |                       |  |  |                      |  |
|                             |   | Guy I di Montlhéry | …        |  |  |       |  |  |                       |  |  |                      |  |
| Melisende di Montlhéry      |   | Guy I di Montlhéry |          |  |  |       |  |  |                       |  |  |                      |  |
|                             |   | Hodierna di Gometz | …        |  |  |       |  |  |                       |  |  |                      |  |
|                             |   | Hodierna di Gometz | …        |  |  |       |  |  |                       |  |  |                      |  |
|                             |   | Hodierna di Gometz | …        |  |  |       |  |  |                       |  |  |                      |  |
| Melisenda di Gerusalemme    |   | Hodierna di Gometz |          |  |  |       |  |  |                       |  |  |                      |  |
|                             | … | …                  |          |  |  |       |  |  |                       |  |  |                      |  |
|                             | … | …                  |          |  |  |       |  |  |                       |  |  |                      |  |
|                             | … | …                  |          |  |  |       |  |  |                       |  |  |                      |  |
| Gabriele di Melitene        | … |                    |          |  |  |       |  |  |                       |  |  |                      |  |
|                             |   | …                  | …        |  |  |       |  |  |                       |  |  |                      |  |
|                             |   | …                  | …        |  |  |       |  |  |                       |  |  |                      |  |
|                             |   | …                  | …        |  |  |       |  |  |                       |  |  |                      |  |
| Morfia di Melitene          |   | …                  |          |  |  |       |  |  |                       |  |  |                      |  |
|                             |   | …                  | …        |  |  |       |  |  |                       |  |  |                      |  |
|                             |   | …                  | …        |  |  |       |  |  |                       |  |  |                      |  |
|                             |   | …                  | …        |  |  |       |  |  |                       |  |  |                      |  |
| …                           |   | …                  |          |  |  |       |  |  |                       |  |  |                      |  |
|                             |   | …                  | …        |  |  |       |  |  |                       |  |  |                      |  |
|                             |   | …                  | …        |  |  |       |  |  |                       |  |  |                      |  |
|                             |   | …                  | …        |  |  |       |  |  |                       |  |  |                      |  |
|                             |   | …                  |          |  |  |       |  |  |                       |  |  |                      |  |